# Bettona
Bettona (en llatí: Vettona) és una antiga ciutat i comune d'Itàlia, a la província de Perusa, al centre d'Úmbria. Està situada 5 km a l'est de Torgiano i 12 km al sud-oest d'Assís. L'1 de gener de 2018 tenia 4.357 habitants.
Bettona té tres frazioni: Passaggio, Colle i Cerreto.

## Història
La ciutat és d'origen etrusc; es fa referència als seus habitants per primera vegada a Plini el Vell, llibre III.114 (Vettonenses), i després en altres autors i inscripcions antigues.
Bettona va ser la seu d'un bisbat. Mentre que la llegenda associa dos altres bisbes a la seu, l'únic documentat històricament és Gaudenci, que va participar en un sínode a Roma anomenat pel Papa Hilari el 465.

## Llocs d'interès
Bettona encara conserva les muralles medievals, que inclouen parts de les muralles etrusques originals. La ciutat va ser saquejada el 1352 i se'n conserven poques restes, exceptuant les esglésies, que des de llavors han sofert modificacions importants. La ciutat es va reconstruir per ordre del cardenal Albornoz, que va construir una petita fortificació (rocca) on es troba l'església de San Crispolto. El cardenal Albornoz també és responsable de les roccas d'Assís, Spoleto i Orvieto, entre d'altres.
La Pinacoteca Comunale del Palazzetto del Podestà (1371) té un quadre de Perugino, la Madonna de la Misericòrdia i altres obres de Jacopo Siculo, Dono Doni, Fiorenzo di Lorenzo i Della Robbia.
L'església de Santa Maria Maggiore, situada al centre històric, és l'església principal de Bettona. Una capella gòtica situada a prop de l'entrada de la nau i dedicada a Santa Rita, és l'única part de l'església original. L'altar major té forma de temple en forma de cúpula, obra de Cruciano Egiduzio. L'absis es va pintar al fresc el 1939 pel pintor futurista Gerardo Dottori.
L'església de San Crispolto va ser erigida per monjos per preservar el cos del patró (segle viii). La façana actual és a càrrec d'Antonio Stefanucci.
A l'"Oratorio de San Andrea" hi ha una sèrie de pintures de l'escola de Giotto, de 1394, que mostren la Passió de Crist descoberta durant la restauració dels anys vuitanta. També hi ha un bonic sostre de fusta tallada i un altar barroc.